# 시더 래피드
《시더 래피드》(영어: Cedar Rapids)는 미국에서 제작된 미겔 아르테타 감독의 2011년 코미디 영화이다. 에드 헬름스 등이 출연하였고, 짐 버크 등이 제작에 참여하였다.

## 출연진
- 에드 헬름스
- 존 C. 라일리
- 앤 헤이치
- 아이제이아 휘틀록 주니어
- 스티븐 루트
- 커트우드 스미스
- 앨리아 쇼캣
- 토머스 레넌
- 롭 코드리
- 마이크 오맬리
- 시고니 위버
- 마이크 버비글리아
- 세스 모리스

## 기타 제작진
- 공동 제작: 브라이언 벨
- 배역: 조애나 콜버트, 리처드 멘토, 메러디스 터커, 캐시 무니
- 미술: 더그 미어딩크
- 세트: 저넷 스콧
- 의상: 호프 해너핀
- 분장: 로즈 뮤직, 메리 버턴(크레디트 미기재), 킴벌리 존스(크레디트 미기재), 비키 바카(크레디트 미기재)
- 헤어: 조이 저파타(크레디트 미기재)
- 제작 관리: 존 A. 아미카렐라, 브라이언 벨, J. M. 로건, 데이비드 프라이스
- 조감독: 리처드 L. 폭스